# Hans Kudlich (Jurist)
Hans Kudlich (* 1970 in Neustadt an der Aisch) ist ein deutscher Jurist und Hochschullehrer.

## Leben
Hans Kudlich studierte ab 1990 Rechtswissenschaften in Augsburg und Würzburg. Nach seinem Ersten Juristischen Staatsexamen 1995 arbeitete er als wissenschaftlicher Assistent bei Ulrich Sieber und Eric Hilgendorf. 1998 promovierte er noch während seines Referendariats im Strafrecht in Würzburg. 2002 habilitierte er sich an der Ludwig-Maximilians-Universität München.
Im Anschluss hatte Kudlich den Lehrstuhl für Strafrecht, Strafprozessrecht, strafrechtliche Nebengebiete und Rechtstheorie an der Bucerius Law School in Hamburg inne. Diese Stelle gab er 2004 auf und folgte einem Ruf der Universität Erlangen auf den Lehrstuhl für Strafrecht, Strafprozessrecht und Rechtsphilosophie, den er bis heute innehat. Rufe an die Universitäten Bayreuth und München lehnte er ab.
Hans Kudlich forscht und lehrt zum Straf- und Strafprozessrecht, insbesondere im Hinblick auf Multimediastrafrecht und Wirtschaftsstrafrecht. Zudem ist er ständiger Mitarbeiter der Zeitschriften Juristische Arbeitsblätter, Zeitschrift für die gesamte Strafrechtswissenschaft (ZStW),  Zeitschrift für Wirtschaftsstrafrecht und Haftung im Unternehmen (ZWH) und Neue Zeitschrift für Strafrecht (NStZ).

## Werke (Auswahl)
- Strafprozess und allgemeines Missbrauchsverbot. Duncker & Humblot, Berlin 1998, ISBN 978-3-428-09527-8. (Dissertation)
- Die Unterstützung fremder Straftaten durch berufsbedingtes Verhalten. Duncker & Humblot, Berlin 2004, ISBN 978-3-428-11444-3. (Habilitation)
- Strafrecht Allgemeiner Teil. 4. Auflage. C.H. Beck (in der Reihe Prüfe dein Wissen), München 2013, ISBN 978-3-406-65304-9.